# Trofología

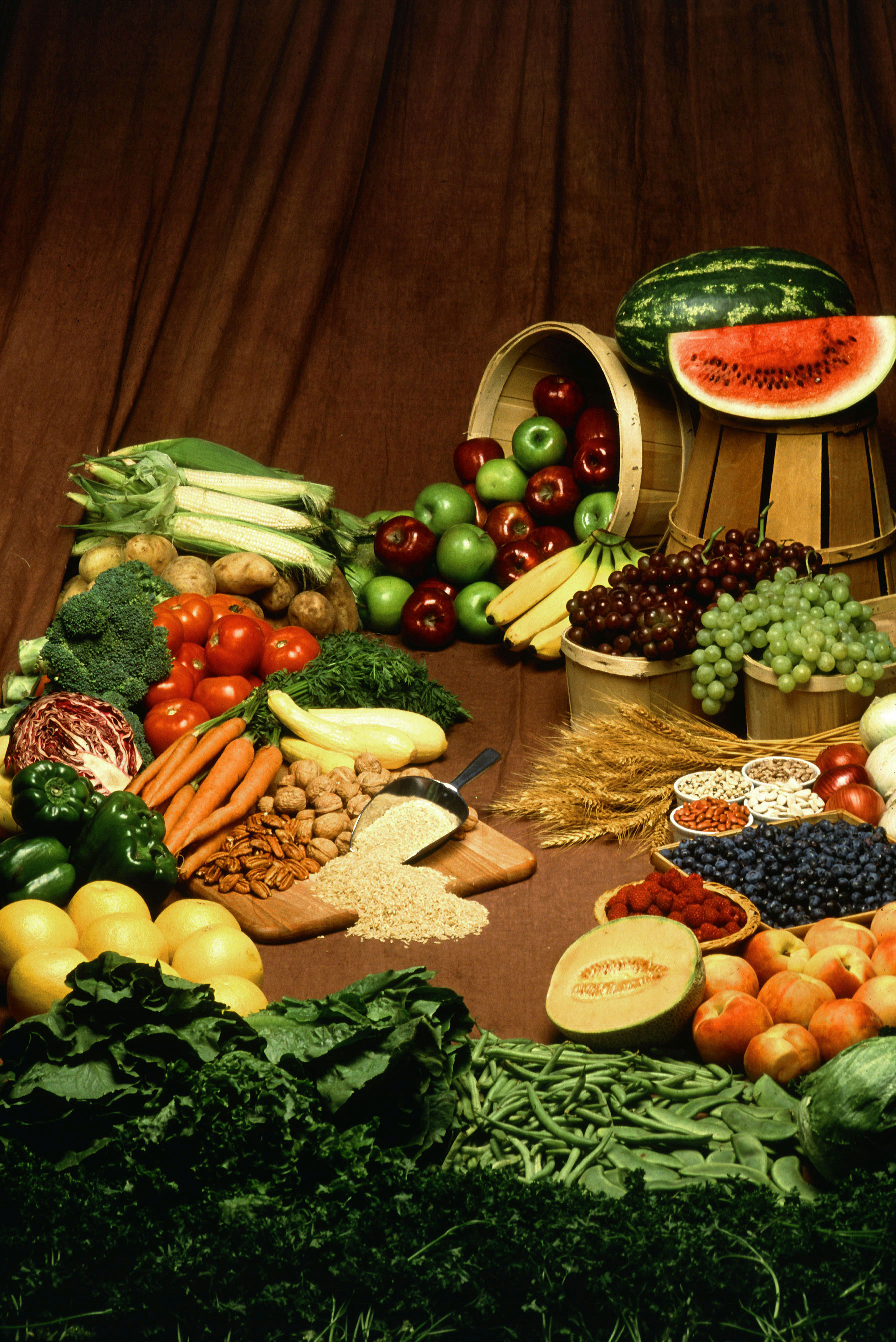
Ejemplo de los alimentos recomendados para una dieta equilibrada.

La trofología, de acuerdo al Diccionario de la lengua española, es el "tratado o ciencia de la nutrición". Se ha tomado este término para englobar una serie de recomendaciones alimentarias y nutricionales que se basan en la combinación y acidez de los alimentos. Si bien hacen falta evidencias científicas en las que se base la trofología como se ha estado utilizando últimamente (por lo que puede decirse que es una pseudociencia), es bien cierto que las recomendaciones relacionadas con llevar una dieta en su mayoría a base de frutas, verduras y legumbres, no está tan del todo disparatada.[cita requerida] Por otro lado, el término "nutrición" significa "acción y efecto de nutrir" y "nutrir" es "aumentar la sustancia del cuerpo animal o vegetal por medio del alimento, reparando las partes que se van perdiendo en virtud de las acciones catabólicas". Así que, el término "nutrición" queda englobado dentro del término y definición de "trofología". Se ha intentado definir el término "nutrición" sin que exista una definición globalmente aceptada; sin embargo se puede tomar la de la Organización Mundial de la Salud (OMS): "La nutrición es la ingesta de alimentos en relación con las necesidades dietéticas del organismo. Una buena nutrición (una dieta suficiente y equilibrada combinada con el ejercicio físico regular) es un elemento fundamental de la buena salud".
La trofología afirma estudiar los géneros de alimentos. Las personas autodenominadas trofólogos afirman saber en qué orden comer en las distintas ingestiones diarias, cómo mezclar alimentos y cuáles de sus características se pueden utilizar como factores de medicina preventiva.

## Crítica
Algunos dicen que la trofología, hasta el momento, no tiene fundamentos científicos e inclusive puede tener riesgos para la salud. El único estudio controlado de esta práctica dictaminó que no hay evidencia alguna para afirmar que combinaciones específicas de alimentos ayuden a mejorar la salud o perder de peso.

## Tipos de alimentos
Dulces: Frutas dulces (manzana*, papaya*, sandía**, melón**, banana***, uva, pera, durazno, damasco, mango, chirimoya, cereza, caqui, higo, dátil, yaca, níspero, etc); zanahoria y remolacha; frutas deshidratadas (pasas de uva, de ciruela, etc); mieles vegetales (de arroz, de malta, de caña, de cebada, de maíz, etc); arropes (de chañar, de tuna, de higo, etc); siropes (de maple, miel de abeja); azúcares.
1) * Son bastante buenas y no generan tanta incompatibilidad con otros grupos, por eso se toleran de postre.
2) ** Se digieren en el duodeno, es decir que pasan de largo por el estómago (a los 20 minutos ya se puede ingerir otro alimento) El melón y la sandia son una excepción y no combinan con nada, deben tomarse solos y con el estómago vacío.
3) *** Si no está bien madura se considera fécula.
Ácidos: Frutas ácidas (lima, pomelo, naranja, piña, ananá, kiwi, maracuyá, etc); limón; vinagre, tomate.
Verduras: Hojas verdes y hortalizas no feculentas.
Féculas: Harinas (panificados, pastas, galletitas, tartas pasteles, pizzas, etc); cereales integrales o refinados (trigo, avena, cebada, centeno, arroz, maíz, mijo, sorgo, trigo sarraceno y otros); raíces (mandioca, papa, batata; etc); hortalizas feculentas (zapallo, anco, etc), castañas (de castaño), maní, pistacho.
Proteínas: Hongos y levaduras (50% proteína); quínoa, amaranto, etc (40%); soja y derivados (30%), legumbres (porotos negros, alubia, payares, lentejas, garbanzos, aduki, mung, arvejas y otras), carnes (15% a 20%), frutos secos (nuez, almendra, avellana; castaña de cajú, etc).
Grasas: Aceites vegetales, aceitunas, coco, castaña de pará, lino, chía, sésamo, girasol (y otras semillas), grasa de leche y tejido adiposo.

## Malas combinaciones
Las malas combinaciones son:[cita requerida]
- Proteína con fécula
- Proteína con proteína
- Proteína con ácido
- Proteína con dulces
- Proteína con grasa
- Féculas con azúcar
- Féculas con ácidos